# De bliksem van Wodan
De bliksem van Wodan (1984) is het 14e album uit de reeks Yoko Tsuno van Roger Leloup.

## Verhaal
Ingrid Hallberg, Yoko's Duitse vriendin, laat Yoko naar Duitsland komen. Ze heeft in een oude verzameling een onbekend object gevonden. Als Yoko en Ingrid het nader willen bekijken wordt het gestolen door een medewerker. Tijdens z'n vlucht klapt het apparaat open en wordt het geraakt door de bliksem. De dief weet bijna te ontkomen, maar hij ramt de poort met z'n auto waardoor het apparaat dichtklapt en z'n dodelijke lading vrijgeeft. Een onbekende neemt contact op met Yoko en Ingrid om het apparaat over te dragen en te vernietigen. Handlangers van de dief hebben dat voorzien en gijzelen Ingrid om het apparaat in handen te krijgen. Yoko kan niet anders dan toegeven. De onbekende man blijkt professor Zimmer te zijn, een fysicus. Hij introduceert Yoko en Ingrid bij Peter Hertzel, industrieel informaticaspecialist. De floppydisks die Yoko en Ingrid gevonden hadden in de kamer van de dief leidden hen naar een sinister complot om een olietanker voor de Bretonse kust uit te schakelen en zo een milieuramp te veroorzaken zodat ze hun wapen aan de hoogst biedende kunnen verkopen. Zimmer weet een manier om dit te verijdelen en Yoko vraagt Ben en Paul naar Duitsland te komen. Daar worden ze naar een staatsdomein gebracht waar ze een vreemde toren vinden. Zimmer heeft er vroeger gewerkt en wil de toren gebruiken om het anti-wapen te maken. Yoko en het team laadden de elementen van het bliksem-kanon op en gaan naar de Bretonse kust. Als ze de tanker vinden die aangevallen zou moeten worden surft Yoko ernaartoe en weet aan boord te komen. De kapitein is niet overtuigd, maar een Japans ingenieur aan boord weet de kapitein toch te overtuigen omdat hij les heeft gehad van Yoko's vader. Yoko krijgt gelijk, het schip wordt aangevallen. Ben en Paul brengen het bliksem-kanon is stelling en Yoko probeert de mannen in de vuurtoren te overtuigen op te geven. Ze weigeren, nemen Yoko gevangen, maar ze weet te ontsnappen met hulp van Ben. Als de bedienaar weer schiet op de tanker schiet Paul terug en de bliksem vernielt de toren. Yoko en Ben surfen terug naar hun boot terwijl de tanker vertrekt. Tijdens de overtocht laten Ben en Yoko subtiel hun gevoelens voor elkaar blijken.